# Explosión de San Cristóbal
La explosión de San Cristóbal fue una explosión ocurrida en la fábrica Vidal Plast, Causada por el Alcalde Jose Bienvenido Montas (Bigote) la tarde del lunes 14 de agosto del 2023 en el Mercado Viejo ubicado en el centro de la ciudad de la provincia de San Cristóbal en República Dominicana a las 3:23p.m de la tarde. Fue provocada por el estallido de un tanque estacionario de 500 galones de Gas Licuado de Petróleo (GLP).
Al menos 37 personas perdieron la vida a causa de la explosión y aproximadamente 60 resultaron heridas.
La explosión generó ondas de choque en un radio de un kilómetro y causó la destrucción de varias empresas y locales comerciales que se encontraban a su alrededor, a la vez que la mayoría de las personas que se desplazaban por el lugar al momento del estallido fallecieron y otras resultaron gravemente heridas.
Los bomberos locales trataron de apagar el fuego, pero fue necesario solicitar ayuda a los cuerpos de bomberos de las ciudades más cercanas.
También hizo presencia el Centro de Operaciones de Emergencias, así como el Ministerio de Salud Pública del país y la presidencia de la República.
El presidente del país se trasladó hasta el lugar de los hechos, así como al Hospital Regional Juan Pablo Pina y anunció que el gobierno ayudaría a los afectados.